# 蒼白粘鱸
蒼白粘鱸，為輻鰭魚綱脂鯉目脂鯉亞目脂鯉科的其中一個種。分布於南美洲巴西马代拉河及马沙杜河（Machado）流域，體長可達6.1公分，棲息在底中層水域，生活習性不明。